# 아키바즈 비트
아키바즈 비트(AKIBA'S BEAT)는 플레이스테이션 비타, 플레이스테이션 4 비디오 게임 콘솔용으로 출시된 액션 롤플레잉 게임이다. 아키바 시리즈 중 3번째 작품으로, 플레이스테이션 포터블용의 일본 전용 아키바스 트립, 전 세계에 출시된 아키바스 트립 2의 뒤를 잇는다. 또, JRPG로서 플레이되는 첫 번째 작품이기도 하다. 이 게임은 2016년 12월 15일 일본에서 출시되었으며 2017년 5월 16일에 북아메리카에, 5월 19일에 유럽에 출시되었다.(배급은 마블러스 USA와 PQube가 맡았다)

## 평가
| 평가                                               |             |
| -------------------------------------------------- | ----------- |
| 통합 점수 통합사 점수 메타크리틱 PS4: 55/100 [ 1 ] |             |
| 통합 점수                                          |             |
| 통합사                                             | 점수        |
| 메타크리틱                                         | PS4: 55/100 |